# Free Download Manager
Free Download Manager (FDM) je svobodný správce stahování. K dispozici je pro operační systém Microsoft Windows, macOS a Linux.

## Vlastnosti
- FDM je přeložen do mnoha jazyků.
- stahování z HTTP a FTP.
- podpora Bittorrentů (založeno na knihovně libtorrent).
- podpora metalinků, pro snadné stahování ze zrcadel.
- umí stahovat flash video
- navázaní na přerušené stahování
- omezení rychlosti stahování

## Integrace
FDM lze integrovat do následujících webových prohlížečů:
- Mozilla Firefox
- Windows Internet Explorer
- Opera
- Netscape